# Henry Nebezpečný
Henry Nebezpečný (v anglickém originále Henry Danger) je americký sitcom vytvořený Danem Schneiderem a Danou Olsen. První díl byl na stanici Nickelodeon odvysílán 26. července 2014. V hlavních rolích se představili Jace Norman, Cooper Barnes, Riele Downs, Sean Ryan Fox, Ella Anderson a Michael D. Cohen.

## Příběh
Henry Hart je třináctiletý chlapec, který žije v městečku Krásnov. Začne brigádu jako Drsňák, pomocník Kapitána, hrdiny Krásnova. Jako kamufláž slouží pro Kapitánovu tajnou základnu obchod „Veteš a spol.". Drsňák a Kapitán tak začnou společně bojovat proti zločinu.

## Obsazení
| Jace Norman      | Henry Hart (Drsňák / Děsný kluk); český dabing: Jan Köhler                  |
| Cooper Barnes    | Ray Manchester (Kapitán); český dabing: Vojtěch Hájek                       |
| Riele Downs      | Charlotte Paigeová; český dabing: Klára Nováková                            |
| Sean Ryan Fox    | Jasper Dunlop; český dabing: Josef Fečo                                     |
| Ella Anderson    | Piper Hartová; český dabing: Patricie Soukupová                             |
| Michael D. Cohen | Schwoz Schwartz (vedlejší 1-3a, hlavní 3b. série); český dabing: Libor Terš |

## Vysílání
| Řada | Díly | Premiéra v USA    | Premiéra v USA    | Premiéra v ČR   | Premiéra v ČR  |
| Řada | Díly | První díl         | Poslední díl      | První díl       | Poslední díl   |
| ---- | ---- | ----------------- | ----------------- | --------------- | -------------- |
| 1    | 25   | 26. července 2014 | 16. května 2015   | vysíláno        | vysíláno       |
| 2    | 18   | 12. září 2015     | 17. července 2016 | vysíláno        | vysíláno       |
| 3    | 19   | 17. září 2016     | 7. října 2017     | vysíláno        | 8. dubna 2018  |
| 4    | 20   | 21. října 2017    | 20. října 2018    | 27. května 2018 | 3. března 2019 |
| 5    | 39   | 3. listopadu 2018 | 21. března 2020   | 28. dubna 2019  | 18. října 2020 |